# Calyptranthes bialata
Calyptranthes bialata är en myrtenväxtart som beskrevs av Ignatz Urban. Calyptranthes bialata ingår i släktet Calyptranthes och familjen myrtenväxter. Inga underarter finns listade i Catalogue of Life.